# Brandon Creek
Brandon Creek (irlandais : Cuas an Bhodaigh) est un petit village situé sur la péninsule de Dingle, dans le comté de Kerry au sud ouest de la république d’Irlande.
Selon le document du IXe siècle Voyage de St Brendan le Navigateur, Saint Brendan a mis le cap vers l'ouest à partir de ce point au VIe siècle et a traversé l'Atlantique,,.
En mai 1976, l'aventurier Tim Severin embarque de Brandon Creek avec un équipage de cinq hommes pour traverser l'Atlantique pour prouver que le voyage de Saint Brendan aurait été possible au VIe siècle.